# Mnészilokhosz
Mnészilokhosz (Kr. e. 5. század – Kr. e. 4. század) görög tragédiaköltő, színész.
Euripidész fia volt. Állítólag színészettel foglalkozott, s apjának segédkezett a tragédiaírásban. Egyes források szerint maga is készített színdarabokat, de ezekből semmi sem maradt fenn.[forrás?]